# Central City (Kentucky)
Central City é uma cidade localizada no estado americano de Kentucky, no Condado de Muhlenberg.

## Demografia
Segundo o censo americano de 2000, a sua população era de 5893 habitantes.
Em 2006, foi estimada uma população de 5779, um decréscimo de 114 (-1.9%).

## Geografia
De acordo com o United States Census Bureau tem uma área de
13,6 km², dos quais 13,6 km² cobertos por terra e 0,0 km² cobertos por água.

## Localidades na vizinhança
O diagrama seguinte representa as localidades num raio de 12 km ao redor de Central City.